# Upper Denton
Upper Denton – wieś i civil parish w Anglii, w Kumbrii, w dystrykcie (unitary authority) Cumberland. Leży 25 km na północny wschód od miasta Carlisle i 420 km na północny zachód od Londynu. W 2001 roku civil parish liczyła 92 mieszkańców.